# Neoromicia roseveari
Neoromicia roseveari es una especie de murciélago de la familia de los vespertiliónidos. Es endémico de Liberia.

## Descripción

### Dimensiones
Es un murciélago de pequeñas dimensiones, con una longitud total de entre 89 y 91 milímetros, longitud del antebrazo de 37,1 milímetros, longitud de la cola de entre 39 y 47 milímetros, longitud del pie de 8 milímetros y longitud de las orejas de entre 13 y 14 milímetros. 

### Aspecto
El color general del cuerpo es chocolate, con la base de los pelos ligeramente más oscura en las partes ventrales. Las orejas son relativamente cortas y redondeadas. El trago tiene el margen exterior curvo y un lóbulo distinto a la base. Las membranas alares son de color marrón oscuro. La cola es larga e incluida completamente a lo ancho uropatagio, que es marrón oscuro.

## Biología

### Alimentación
Se nutre de insectos.

## Distribución y hábitat
Esta especie es conocida sólo de dos individuos capturados cerca del Monte Nimba, en Liberia.
Vive probablemente en las selvas pluviales de entre 450 y 550 metros de altitud.

## Estado de conservación
Esta especie, habiendo sido descubierta recientemente, aún no ha sido sujeta a ningún criterio de conservación.